# Bourguibisme

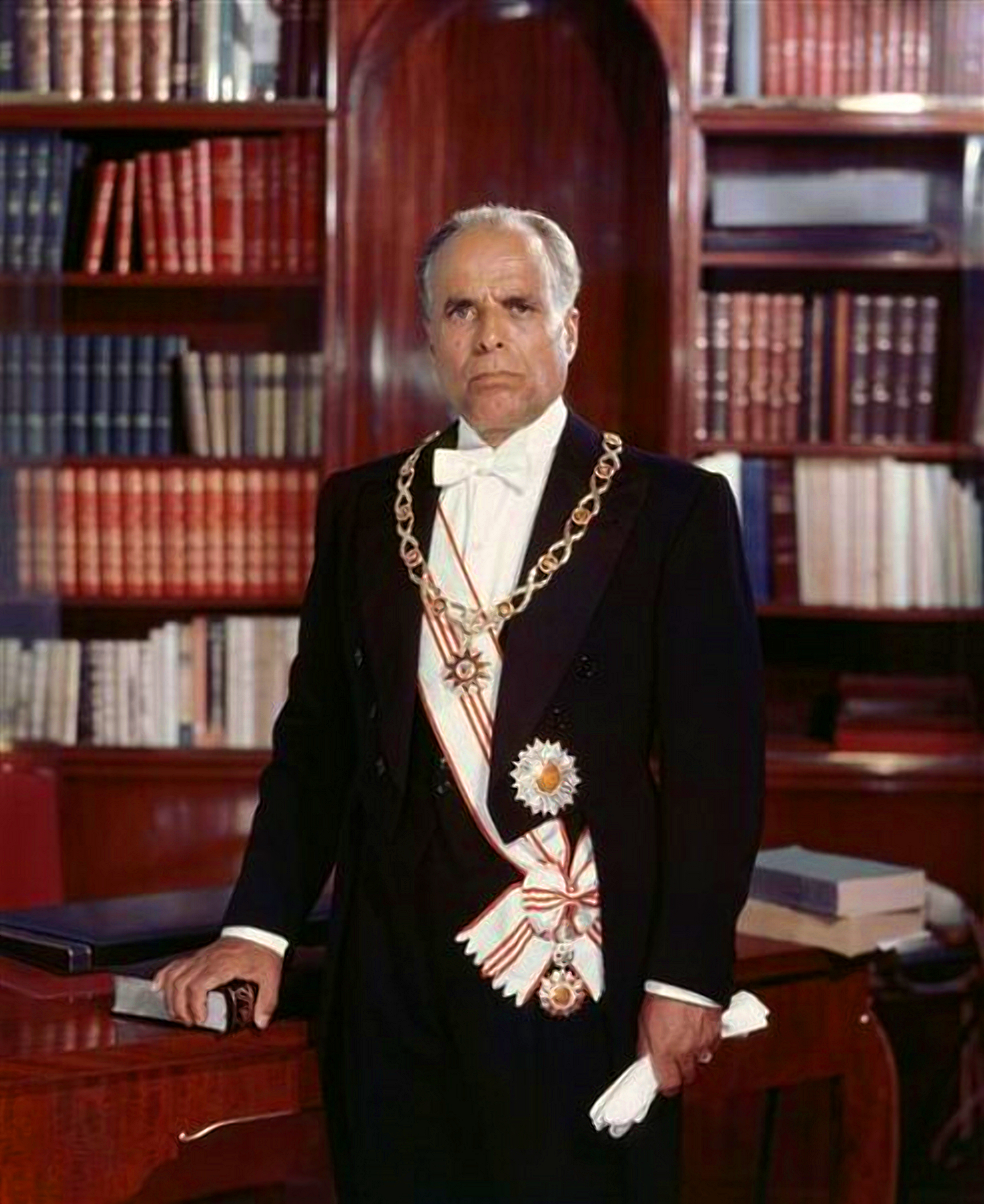
Portrait de Habib Bourguiba.

Le bourguibisme (arabe : البورقيبية ou al-Būrqībiyah) fait référence à la politique de Habib Bourguiba, premier président de la Tunisie, et de ses partisans.

## Définition
Le bourguibisme est défini par :
- un engagement fort en faveur de l'indépendance nationale et par un nationalisme spécifiquement tunisien (par opposition aux idées pan-maghrébines ou panarabes étant donné que la Tunisie n'aurait joué qu'un rôle mineur dans un potentiel projet panarabe qui aurait probablement été dominée par l'Égypte)[1],[2] ;
- une approche d'un État capitaliste en ce qui concerne le développement économique[3],[4] ;
- un État social[5] ;
- le républicanisme[6] ;
- une interprétation du populisme étatique et corporatiste[7] ;
- une laïcité stricte[8] ;
- une vision culturelle moderne, prônant la place de la Tunisie en tant que pont reliant la civilisation arabo-islamique à la civilisation occidentale[9].

Le bourguibisme est parfois décrit comme une variété du kémalisme mais avec un accent sur l'identité tunisienne.

## Approche
En tant que style ou stratégie politique, le bourguibisme se caractérise par une intransigeance dans la poursuite de certains objectifs et par des principes non négociables, combinée à une flexibilité dans les négociations et une volonté de compromis en considérant les moyens de les atteindre. Il est donc décrit comme pragmatique, non idéologique, modéré, procédant progressivement plutôt que révolutionnaire, mais déterminé et implacable à la fois,.
Par exemple, bien qu'il soit résolument laïciste, Bourguiba s'est assuré de ne réduire le rôle public de l'islam que de manière prudente et progressive, afin de ne pas susciter l'opposition de la part des musulmans conservateurs.

## Réalisations
C'est grâce au bourguibisme que des lois tunisiennes modernes garantissant des droits égaux pour les hommes et les femmes dans le mariage (contrairement à la charia), l'économie, la société et le travail a pu être développé,.
Même si les bourguibistes condamnent les Tunisiens qui ont collaboré avec les dirigeants coloniaux français, ils ne répriment pas la forte influence culturelle européenne sur la Tunisie et le français continue à être la langue de l'enseignement supérieur et de la culture de l'élite.

## Partis politiques
- Néo-Destour (1934-1964)
- Parti socialiste destourien (1964-1988)
- Rassemblement constitutionnel démocratique (1988-2011)
- Initiative destourienne démocratique (2011-2019)
- Al-Watan (2011-2013)
- Union populaire républicaine (depuis 2011)
- Parti de l'avenir (depuis 2011)
- Afek Tounes (depuis 2011)
- Nidaa Tounes (depuis 2012)
- Al Amal (depuis 2012)
- Parti destourien libre (depuis 2013)
- Machrouu Tounes (depuis 2016)
- Parti socialiste destourien (depuis 2016)
- Tahya Tounes (depuis 2019)
- Au cœur de la Tunisie (depuis 2019)

### Représentation parlementaire
Durant la IIe législature de l'Assemblée des représentants du peuple, les groupes parlementaires qui se proclament comme bourguibistes sont quatre : Au cœur de la Tunisie, le Parti destourien libre (PDL), La Réforme et Tahya Tounes. Ces groupes regroupent 75 députes (soit 34 % du total de sièges). Il y a aussi onze autres députés bourguibistes (neuf démissionnaires d'Au cœur de la Tunisie, un démissionnaire du PDL et un membre du Parti socialiste destourien), ce qui donne un nombre total de 86 députés bourguibistes (40 % du total).